# Премия Тёрнера
Пре́мия Тёрнера (англ. The Turner Prize) — премия в области современного искусства, одна из самых престижных в мире. Названа в честь английского художника XIX века Уильяма Тёрнера. Была учреждена в 1984 году.
Обладателем премии может стать любой художник, работавший и выставлявший свои работы в Великобритании в течение последних 12 месяцев. С 1991 по 2016 год существовало и возрастное ограничение для соискателей — они должны были быть не старше 50 лет.

## История и организация
Все художники номинируются за какую-то конкретную свою выставку или работу. После объявления шорт-листа публике демонстрируется совместная выставка художников-номинантов, которая длится два-три месяца до объявления победителя и около месяца после. На выставке художники показывают уже что-то другое, их новые работы активно обсуждаются в прессе, при этом победитель формально награждается за ту изначальную выставку, в связи с которой он попал в шорт-лист.
Первые десятилетия существования премии выставка номинантов и награждение проходили в лондонском Tate Britain, с 2011 года премия Тёрнера проходит каждый раз в новом городе Соединённого Королевства.
История и реноме премии таковы, что публика ждёт от жюри смелого и, даже, скандального выбора. Однако не каждый год победителем оказывается наиболее радикальный художник из короткого списка.

## Номинанты и победители
На сегодняшний день победители премии Тёрнера получают денежное вознаграждение в 25 000 фунтов, остальные соискатели из шортлиста — по 5000 фунтов каждый.
| Год  | Победитель | Номинанты, не ставшие лауреатами |
| ---- | --- | --- |
| 1984 | Малкольм Морли | - Гилберт и Джордж - Ричард Дикон - Ричард Лонг - Говард Ходжкин |
| 1985 | Говард Ходжкин | - Терри Аткинсон - Милена Калиновска - Тони Крэгг - Джон Уокер - Ян Гамильтон Финлей |
| 1986 | Гилберт и Джордж | - Виктор Бёрджин - Билл Вудроу - Дерек Джармен - Искусство и язык - Стивен Маккенна |
| 1987 | Ричард Дикон | - Патрик Колфилд - Ричард Лонг - Деклан Макгонагл - Тереза Оултон - Хелен Чедвик |
| 1988 | Тони Крэгг | - Ричард Гамильтон - Ричард Лонг - Дэвид Мах - Элисон Уилдинг - Ричард Уилсон - Бойд Уэбб - Люсьен Фрейд |
| 1989 | Ричард Лонг | - Джузеппе Пеноне - Паула Регу - Шон Скалли - Ричард Уилсон - Люсьен Фрейд - Джиллиан Эйрс |
| 1990 | Премия не присуждалась | Премия не присуждалась |
| 1991 | Аниш Капур | - Ян Дэвенпорт - Фиона Рэй - Рэйчел Уайтред |
| 1992 | Грэнвилл Дэви | - Дэвид Тремлетт - Элисон Уилдинг - Дэмиен Хёрст |
| 1993 | Рэйчел Уайтред | - Ханна Коллинз - Шон Скалли - Вонг Фаофанит |
| 1994 | Энтони Гормли | - Питер Дойг - Вилли Доэрти - Ширазе Хошиари |
| 1995 | Дэмиен Хёрст | - Каллум Иннес - Марк Уоллингер - Мона Хатум |
| 1996 | Дуглас Гордон | - Саймон Паттерсон - Крейги Хорсфилд - Гэри Хьюм |
| 1997 | Джиллиан Уэринг | - Энджела Баллок - Кристин Борлэнд - Корнелия Паркер |
| 1998 | Крис Офили | - Тасита Дин - Кэти де Моншо - Сэм Тейлор-Вуд |
| 1999 | Стив Маккуин | - Стивен Пиппин - Джейн и Луиза Уилсон - Трейси Эмин |
| 2000 | Вольфганг Тильманс | - Гленн Браун - Майкл Редекер - Томоко Такахаси |
| 2001 | Мартин Крид | - Ричард Биллингем - Айзек Джульен - Майк Нельсон |
| 2002 | Кит Тайсон | - Фиона Баннер - Лиам Гиллик - Кэтрин Ясс |
| 2003 | Грейсон Перри | - Аня Галлаччо - Вилли Доэрти - Джейк и Динос Чепмены |
| 2004 | Джереми Деллер | - Кутлуг Атаман - Ланглэндз и Белл - Йинка Шонибаре |
| 2005 | Саймон Старлинг | - Даррен Алмонд - Джиллиан Карнеги - Джим Лэмби |
| 2006 | Томма Абтс | - Фил Коллинз - Марк Тичнер - Ребекка Уоррен |
| 2007 | Марк Уоллингер | - Зарина Бхимджи - Натан Коли - Майк Нельсон |
| 2008 | Марк Леки | - Руна Ислам - Гошка Мацуга - Кэти Уилкс |
| 2009 | Ричард Райт | - Энрико Давид - Люси Скаер - Роджер Хайорнс |
| 2010 | Сьюзан Филипц | - Декстер Дэлвуд - Анхела де ла Крус - The Otolith Group |
| 2011 | Мартин Бойс | - Карла Блэк - Хилари Ллойд - Джордж Шоу |
| 2012 | Элизабет Прайс | - Пол Нобл - Люк Фаулер - Спартакус Четвинд |
| 2013 | Лор Пруво | - Тино Сегал - Дэвид Шригли - Линетт Ядом-Боакье |
| 2014 | Дункан Кэмпбелл | - Триш Вонна-Митчелл - Джеймс Ричардс - Кьяра Филлипс |
| 2015 | Assemble | - Николь Вермерс - Джанис Кербел - Бонни Кэмплин |
| 2016 | Хелен Мартен | - Майкл Дин - Джозефин Прайд - Антея Хэмилтон |
| 2017 | Любайна Химид | - Хервин Андерсон - Андреа Бюттнер - Розалинд Нашашиби |
| 2018 | Шарлотт Проджер | - Forensic Architecture - Наим Мохаймен - Люк Уиллис Томпсон |
| 2019 | Лоуренс Абу Хамдан, Хелен Кэммок, Оскар Мурильо и Тай Шани Все участники короткого списка выступили с общим заявлением, в котором призвали не искать среди них победителя, а наградить их как один объединившийся на время коллектив. Жюри поддержало номинантов и исполнило их волю. | Лоуренс Абу Хамдан, Хелен Кэммок, Оскар Мурильо и Тай Шани Все участники короткого списка выступили с общим заявлением, в котором призвали не искать среди них победителя, а наградить их как один объединившийся на время коллектив. Жюри поддержало номинантов и исполнило их волю. |
| 2020 | Конкурс и выставка не проводились. Вместо этого отборочная комиссия выплатила десять разовых стипендий десяти художникам (по 10 тыс. фунтов). | Конкурс и выставка не проводились. Вместо этого отборочная комиссия выплатила десять разовых стипендий десяти художникам (по 10 тыс. фунтов). |
| 2021 | Коллектив Array | - Black Obsidian Sound System (B.O.S.S.) - Cooking Sections - Gentle/Radical - Project Art Works |
| 2022 | Вероника Райан | - Ингрид Поллард - Син Вай Кин - Хизер Филлипсон |
| 2023 | Джесси Дарлинг | - Гилейн Люн (Ghislaine Leung) - Рори Пилгрим (Rory Pilgrim) - Барбара Уокер |